# Provinciehuis (Flevoland)
Het provinciehuis van Flevoland bevindt zich in de provinciehoofdstad Lelystad.
Het pand werd gebouwd naar een ontwerp van architect G. Vermeer en in 1980 opgeleverd. In 1986 werd het officieel in gebruik genomen als provinciehuis. In 1992 kwam er een nieuwe vleugel en statenzaal bij en in 1999 nog een nieuwe vleugel voor meer werkruimte. Tussen 2005 en 2008 werden de drie delen naar een ontwerp van architecten Wouter Zaaijer en Lies Vosmer samengevoegd met een nieuwe gevel. Deze verbouwing kostte 21 miljoen euro.
Drenthe · Flevoland · Friesland · Gelderland · Groningen · Limburg · Noord-Brabant · Noord-Holland · Overijssel · Utrecht · Zeeland · Zuid-Holland